# Otto Heinrich Warburg
Otto Heinrich Warburg (ur. 8 października 1883 we Fryburgu Bryzgowijskim, zm. 1 sierpnia 1970 w Berlinie) – niemiecki biochemik, syn Emila Warburga, laureat Nagrody Nobla w dziedzinie fizjologii i medycyny w roku 1931 za odkrycie budowy i działania enzymów oddechowych.

## Życiorys
Od 1915 profesor Uniwersytetu w Berlinie, od 1930 dyrektor Kaiser-Wilhelm-Institut für Zellphysiologie w Berlinie-Dahlem. Od 1934 członek Towarzystwa Królewskiego (Royal Society) w Londynie. w 1952 odznaczony został Pour le Mérite za Naukę i Sztukę
Badał procesy oddychania komórkowego, grup prostetycznych enzymów flawinowych i dehydrogenaz, enzymów oddechowych (tzw. oddechowy enzym Warburga, cytochromy) oraz mechanizm oddychania tkanek nowotworowych.
Dokonał odkrycia roli witaminy (B3 i B2) w dziedzinie procesów fizjologii komórek nowotworowych, odkrył enzymy oddechowe w żywych komórkach oraz określił ich budowę i działanie, za co otrzymał w 1931 Nagrodę Nobla w dziedzinie medycyny.
Profesor Otto Warburg już na początku XX wieku twierdził, że osłabiony układ immunologiczny i zaburzona przemiana materii prowadzą do powstawania komórek nowotworowych w organizmie człowieka. Udowodnił, że rozwój raka jest procesem anaerobowym.

## Badania
Słynna jest treść faksu dotyczącego grantu badawczego przesłanego przez Otto Warburga do Notgemeinschaft der Deutschen Wissenschaft. Zawiera on tylko jedno zdanie – w tłumaczeniu: „Zwracam się o 10 000 (dziesięć tysięcy) Marek niemieckich” i podpis „Dr. Otto Warburg”.